# 28e cérémonie des Casting Society of America Awards
La 28e cérémonie des Casting Society of America Awards (CSA Awards) ou Artios Awards, décernés par la Casting Society of America, a eu lieu le 7 novembre 2012 simultanément à New York et à Los Angeles et a récompensé les meilleurs castings de cinéma, de série télévisée et de pièce de théâtre.

## Palmarès

### Cinéma

#### Meilleur casting pour un film comique
- Crazy, Stupid, Love – Mindy Marin et Kara Lipson

#### Meilleur casting pour un film dramatique
- La Couleur des sentiments (The Help) – Kerry Barden et Paul Schnee

#### Meilleur casting pour un film d'animation
- Happy Feet 2 – Kristy Carlson
  - Les Aventures de Tintin : Le Secret de La Licorne (The Adventures of Tintin : The Secret of the Unicorn) – Jina Jay

#### Meilleur casting pour un film comique de studio ou indépendant
- The Artist – Heidi Levitt et Michael Sanford

#### Meilleur casting pour un film dramatique de studio ou indépendant
- My Week with Marilyn – Deborah Aquila, Tricia Wood et Nina Gold

#### Meilleur casting pour un film dramatique à petit budget
- Martha Marcy May Marlene – Susan Shopmaker

#### Meilleur casting pour un court-métrage
- High Maintenance – James Calleri et Paul Davis

### Télévision
- Série dramatique de journée : Les Feux de l'amour – Judy Blye Wilson
- Pilote de série dramatique : Homeland – Junie Lowry Johnson, Libby Goldstein, Julie Tucker, Ross Meyerson, Lisa Mae Fincannon, Craig Fincannon
- Pilote de série comique : Girls – Jennifer Euston
- Série télévisée dramatique : (ex æquo)
  - The Good Wife –  Mark Saks, John Andrews
  - Homeland – Judy Henderson, Craig Fincannon, Lisa Mae Fincannon
- Série télévisée comique : Girls – Jennifer Euston
- Téléfilm ou mini-série : Game Change – David Rubin, Richard Hicks, Pat Moran, Kathleen Chopin, Anne Davison
- Série pour enfants : Les Sorciers de Waverly Place (Wizards of Waverly Place) – Ruth Lambert, Robert McGee
- Série d'animation : Les Griffin (Family Guy) – Linda Lamontagne

### Théâtre
- Pièce dramatique à Broadway, New York : Mort d'un commis voyageur – Mele Nagler
- Pièce comique à Broadway, New York : Venus in Fur – Nancy Piccione, James Calleri
- Pièce musicale à Broadway, New York : Once – Jim Carnahan
- Pièce musicale ou comique à New York : La Cerisaie – James Calleri
- Pièce dramatique à New York : Tribes – Pat McCorkle
- Performance théâtrale spéciale dans l'Est : Merrily We Roll Along – Jay Binder
- Théâtre régional dans l'Est : Une maison de poupée – James Calleri
- Théâtre régional dans l'Ouest : Hands On A Hardbody – Rachel Hoffman
- Théâtre à Los Angeles Theatre : « Art » –  Jeff Greenberg

### Artios Awards d'honneur
- Career Achievement Award : Ben Affleck
- Hoyt Bowers Award : Lora Kennedy
- The New York Apple Award : Harvey Fierstein